# جين هنت
جين هنت (بالإنجليزية: Jane Hunt)‏ هي نسوية ‏ أمريكية، ولدت في 26 يونيو 1812 في فيلادلفيا في الولايات المتحدة، وتوفيت في 28 نوفمبر 1889 في شيكاغو في الولايات المتحدة.

## حياتها
ولدت جين في فيلاديلفيا عام 1812 لوليام وماري ماستر. انتقلت إلى واترلو في نيويورك عام 1845 حينما تزوجت زميلها في جمعية الأصدقاء الدينية (الكويكرز) ريتشارد بيل هانت، وهو رجل أعمال وملّاك محلي بارز.
ولأن جين وزوجها أعضاء تقدميين في جمعية الأصدقاء، آمنو بالإصلاح الاجتماعي والقضايا الإنسانية. كانا كلاهما داعمين نشطين لإلغاء الاسترقاق وحركة حقوق المرأة. ويعتقد بأن منزلهما في واترلو قد كان كمحطة لأنفاق سكك الحديد فيها موقف عربات يتحول إلى محطة بعيدة للعبيد الفارين.
كانت عضوية المرأة ودورها موضوعا رئيسيا للنقاش في جمعية الأصدقاء الدينية، وعملت جين بنشاط لتحسين وضع المرأة في الكنيسة. كانت جين واحدة من أعضاء اجتماع جمعية الأصدقاء المحلية الشهري التي طرحت فكرة إلغاء عدم المساواة الرسمية بين اجتماعات الرجال واجتماعات النساء التي وصفت في كتاب «كتاب قواعد السلوك» للميثودية، وتم تبني هذا القرار على مستوى إقليمي في اجتماع جينيسي السنوي عام 1838.
رزقت جين وزوجها بأربعة أولاد (توفي أحدهم أثناء الولادة)، وكانت خالة لأولاد ريتشارد الثلاثة من زواجه السابق. توفي ريتشارد هانت في 7 تشرين الثاني 1856. واستمرت زوجته بالعيش في منزل العائلة بعد وفاته.

## ملتقى شلالات سينيكا
كانت جين عام 1848 جزءا من مجموعة من النساء اللواتي قمن بدعوة لوكريتا موت لزيارة نيويورك، وعرضت جين استضافة اللقاء في منزلها. بقيت جين مع أختها الحامل التي تعيش في المنطقة دعت جين عددا من النساء الأعضاء في جمعية الأصدقاء الدينية منهم ماري آن ماكلينتوك وإليزابيث كادي ستانتون التي لم تكن عضوا في جمعية الأصدقاء. كان اللقاء ذلك اليوم في بيت جين لقاءا ثانيا بين موت وستانتون اللتان التقيتا قبل ثمانية سنوات في الملتقى العالمي المناهض للعبودية في لندن. دعيتا هما الاثنتين إلى الاجتماع، لكن كان عليهما تحمل الهوان بالجلوس منفصلتين ودون السماح لهن بالحديث لأنهما من النساء.
وكنتيجة للاجتماع في منزل هانت يوم 9 تموز اتفق على تنظيم اجتماع مفتوح في منطقة شلالات سينيكا لاحقا خلال الشهر وصاغت جين مع الحاضرات دعوة للحضور نشرت في صحيفة سينيكا كاونتي كورير يوم 14 تموز.
يعتبر التجمع الذي عرف لاحقا بمؤتمر شلالات سينيكا أول اجتماع منظم يعنى بحقوق المرأة. وكانت جين وزوجها من الموقعين على البيان النهائي لمؤتمر سينيكا وحضرا المؤتمر.

## وفاتها
توفيت جين في شيكاجو عام 1889، ودفن جثمانها في واتلرلو قرب زوجها.

## إرثها
شمل عمل جين الخيري بعد وفاة زوجها تأمين أراضٍ من أجل مصلى لكنيسة سانت بول في واترلو. سجل منزل هانت من بين المواقع التاريخية.